# Bissonga
Bissonga est un village de la Région du Littoral du Cameroun, situé dans la commune de Ngambe. 

## Population et développement
En 1967, la population de Bissonga était de 324 habitants, essentiellement des Babimbi du peuple Bassa. La population de Bissonga était de 242 habitants dont 118 hommes et 124 femmes, lors du recensement de 2005.